# Sint-Johannes de Doperkathedraal (Savannah)
De Kathedraal van Sint-Johannes de Doper (Engels: Cathedral of Saint John the Baptist) is de zetelkerk van het bisdom Savannah in de Amerikaanse staat Georgia. De kleine katholieke kathedraal is gewijd aan Johannes de Doper en gelegen in het centrum van Savannah, 222 East Harris Street.

## Geschiedenis

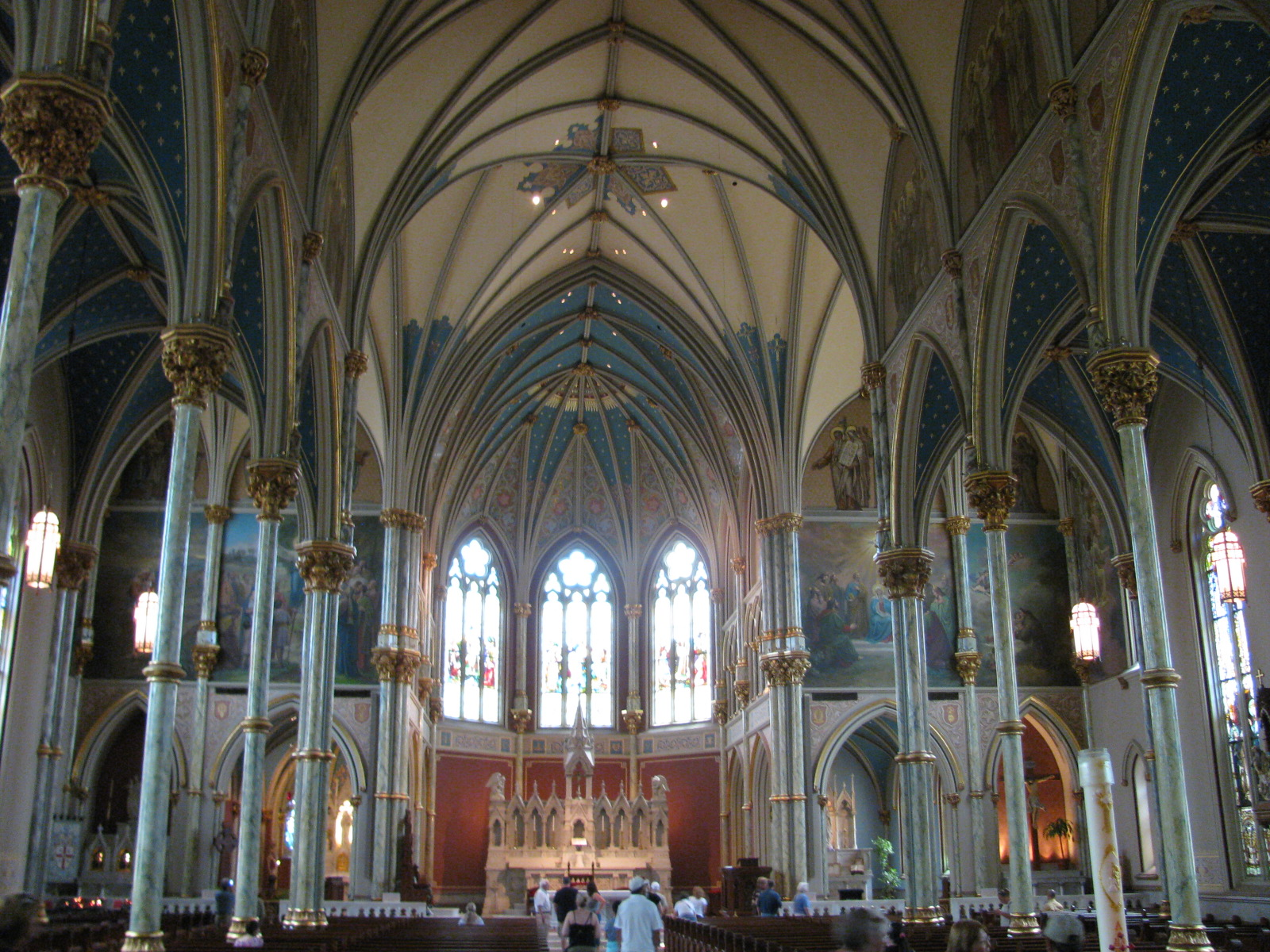
Interieur van de Sint-Jan

Vroeger verbood het koloniale handvest de katholieken om zich te vestigen in Savannah. De Engelsen vreesden namelijk dat katholieken meer loyaal zouden zijn aan de Spaanse autoriteiten in Florida dan aan de Engelse regering in Georgia. Na de Amerikaanse Onafhankelijkheidsoorlog werd het verbod afgeschaft.
Met de komst van Franse immigranten, van wie sommigen moesten vluchtten uit Haïti, werd de eerste katholieke parochie in 1799 gevestigd. Als gevolg van een tweede instroom van katholieke migranten volgde de bouw van een tweede kerk in 1839, die de eerste verving. Vanaf 1850 werd deze kerk een kathedraal nadat paus Pius IX de oprichting van het nieuwe bisdom Savannah toestond.
De huidige kathedraal werd gebouwd in 1873 op een andere plaats dan de eerste kathedraal. De inwijding van de op de Franse gotische kerken geïnspireerde neogotische kathedraal vond plaats in 1876. De beide spitsen werden pas in 1896 toegevoegd. Het gebouw werd zwaar beschadigd door een brand in 1898 en volledig gerestaureerd in 1899. De gebrandschilderde ramen dateren uit 1904 en waren afkomstig uit Innsbruck, Tirol. De kathedraal werd plechtig ingewijd in 1920.
Het oude hoofdaltaar werd in de jaren 1984-1985 vervangen om te kunnen voldoen aan de vernieuwingen van het Tweede Vaticaans Concilie.
De kathedraal onderging een restauratie in de periode 1998-2000.